# Ptychomitrium exaratifolium
Ptychomitrium exaratifolium là một loài rêu trong họ Ptychomitriaceae. Loài này được H. Rob. mô tả khoa học đầu tiên năm 1960.